# ヘンリー・シルヴァ
ヘンリー・シルヴァ（Henry Silva 1926年9月23日 - 2022年9月14日）は、アメリカ合衆国の俳優。
ヘンリー・シルバの表記もある。

## 略歴
俳優としての特徴
ニューヨーク・ブルックリン区出身、ハーレム育ち。シチリア系とスペイン系の間に生まれる。13歳で演劇学校に入学、皿洗いやウェイターをしながら修業した。1952年にはエリア・カザン監督の『革命児サパタ』にメキシコ人青年の端役（クレジット無し）で映画デビューし、1955年にアクターズ・スタジオに入学。同期にはベン・ギャザラ、シェリー・ウィンタース、ハリー・ガーディノ、アンソニー・フランシオサらがいる。
いかつく冷血風な風貌から、主にハードボイルド映画や西部劇を中心に悪役で出演し、メキシコ人等のラテン系からアジア系（『影なき狙撃者』（1962年）の朝鮮人）まで演じた。フランク・シナトラの知己を得て｢シナトラ一家｣の一員となり、シナトラ主演の『オーシャンと十一人の仲間』（1960年）等で知られる。そのリメイク版『オーシャンズ11』（2001年）にもカメオ出演したが、実質的な引退作になった。
1960年代からはマカロニ・ウェスタンを中心に多くのイタリア映画、さらに他のヨーロッパ各国の映画にも出演する傍ら、米国映画にも継続的に出演し、『スパイ大作戦』等のテレビ・シリーズにもゲスト出演した。日本映画『復活の日』（1980年）、楳図かずお原作の『漂流教室』（1995年/未/ビデオ）にも出演。
また、テレビアニメ『バットマン』と『スーパーマン』の両方で同じベイン役の声を担当した。
イタリア映画界での活躍
1964年にはフランスとの合作であるモノクロのノワール物『二人の殺し屋』で欧州映画デビューし、1966年にはマカロニ・ウエスタン『帰って来たガンマン』の敵役で強烈な印象を残し、同年にフランス人監督のセルジュ・ブールギニョンのハリウッド進出作『メキシコで死ね』にも脇役ながら起用された。以後、『続・殺しのテクニック/人間標的』（1967年）の主役もあるが、『マッチレス/殺人戦列』（1967年）等では主役の引き立て役だった。
1970年代に入るとフェルナンド・ディ・レオ監督とは『皆殺しハンター』（1972年）や『ザ・ボス/暗黒街の標的』（1973年/未/ビデオ/テレビ放映）で組み、1980年代まで数本を共にした。他にはウンベルト・レンツィやマウリツィオ・ルチーディ等の職人監督の作品にも起用され、主役から悪役まで幅広く演じ分ける演技力が重宝された。また、当時のハリウッドからの出稼ぎ俳優で、イタリアとハリウッドを行き来していたのは彼とジャック・パランス、ジョン・サクスン位である。当時はイタリア映画以外にも香港映画『フォックスバット』（1977年/未/ビデオ）やスペインのカルロス・ヴァサロ製作、豪州映画界で活躍するブライアン・トレンチャード＝スミス監督の『謎のターゲット』（1979年/未/ビデオ）といった異色作もあった。
1980年代以降も精力的にイタリア映画へ出演したが、その多くが悪役のタイプ・キャスト的にマンネリに陥った。そんな中、ジャン＝ポール・ベルモンド主演のフランス映画『パリ警視J』（1984年）の敵役に起用された。本作はシルヴァが麻薬中毒の殺し屋を怪演したバート・レイノルズ監督・主演の『シャーキーズ・マシーン』（1981年）に触発された企画だった。
1980年代はラリー・ラドマンことイタリアの製作者であるファブリツィオ・デ・アンジェリス作品に目立って出演した。主なものに『ブロンクスからの脱出』（1983年/未/ビデオ）、『マンハンター/暴虐の銃弾』（1984年/未/ビデオ）、『電脳戦士/サイ・ウォーリアー』（1988年/未/ビデオ）、『怒りのタッチダウン/人質奪回作戦』（1990年）がある。これらの大半は米国本土でロケされている。
B級アクション映画との腐れ縁
角川映画『復活の日』（1980年）に出演した外国人俳優のボー・スヴェンスン、チャック・コナーズ、ロバート・ヴォーン、グレン・フォード、そしてシルヴァに共通する点は1980年代以降はB級アクション映画の顔になったことである。
シルヴァは1970年代のイタリア映画映画に於けるタイプ・キャスト的な印象が尾を引いてチャック・ノリス主演の『野獣捜査線』（1985年）、ゲーリー・ビューシー主演の『サンダー・ブラスト/地上最強の戦車』（1987年）、スティーヴン・セガール主演の『刑事ニコ/法の死角』（1988年）、フレッド・ウィリアムスン主演作等のタフガイが主役のアクション映画の敵役として存在を示した。
他にもカナダ映画『独裁者（暴れん坊村長）』（1982年/未/ビデオ/特別上映）といった主演作もあったが、本領はアクの強い仇役や悪役だった。旧西ドイツで撮影された『チェーンヒート』（1983年）や香港のゴールデン・ハーヴェスト社との合作である『メガフォース』（1982年）や『キャノンボール2』（1984年）、ディヴァイン主演の西部劇『ラスト・イン・ザ・ダスト』（1985年/未/ビデオ）にも顔見せ的に出演した。以降、1990年代まで悪役俳優として安定した人気を保った。
2022年9月14日、ロサンゼルスで死去。95歳没。

## 主な出演作品

### 映画
| 公開年 | 邦題 原題                                                                               | 役名                           | 備考             |
| ------ | --------------------------------------------------------------------------------------- | ------------------------------ | ---------------- |
| 1952   | 革命児サパタ Viva Zapata!                                                               | ヘルナンデス                   | クレジットなし   |
| 1957   | 反撃の銃弾 The Tall T                                                                   | チンク                         |                  |
| 1957   | 夜を逃れて A Hatful of Rain                                                             | モザー                         |                  |
| 1958   | ゴーストタウンの決斗 The Law and Jake Wade                                              | レニー                         |                  |
| 1958   | 無頼の群 The Bravados                                                                   | ルーファン                     |                  |
| 1959   | 緑の館 Green Mansions                                                                   | カオ＝コー                     |                  |
| 1959   | 赤い砂塵 The Jayhawkers!                                                                | ジョーダン                     |                  |
| 1960   | オーシャンと十一人の仲間 Ocean's Eleven                                                 | ロアー・コーニール             |                  |
| 1960   | 底抜けシンデレラ野郎 Cinderfella                                                        | マクシミリアン                 |                  |
| 1962   | 荒野の3軍曹 Sergeants 3                                                                 | マウンテン・ホーク             |                  |
| 1962   | 影なき狙撃者 The Manchurian Candidate                                                   | チンジュー                     |                  |
| 1963   | ミサイル空爆戦隊 A Gathering of Eagles                                                  | ジョー・ガルシア               |                  |
| 1963   | ひとりぼっちのギャング Johnny Cool                                                      | ジョニー・クール               |                  |
| 1964   | 侵略戦線 The Secret Invasion                                                            | ジョン・デュレル               |                  |
| 1964   | 二人の殺し屋 Je vous salue,mafia                                                        | シャフト                       |                  |
| 1965   | メキシコで死ね The Reward                                                               | ホアキン                       |                  |
| 1966   | 帰って来たガンマン Un fiume di dollari                                                  | ガルシア・メンデス             |                  |
| 1966   | シャイアン砦 The Plainsman                                                              | クレイジーナイフ               |                  |
| 1967   | マッチレス殺人戦列 Matchless                                                            | ハンク・ノリス                 |                  |
| 1967   | 続・殺しのテクニック/人間標的 Assassination                                             | ジョン・チャンドラー           |                  |
| 1968   | 怪盗大旋風 Never a Dull Moment                                                          | フランク                       |                  |
| 1968   | ゼロ/奪還!最高軍事機密 Probabilità zero                                                 | デューク                       |                  |
| 1970   | 荒野のアニマル The Animals                                                              | チャトー                       |                  |
| 1972   | 皆殺しハンター La mala ordina                                                           | デイヴ                         |                  |
| 1973   | ザ・ボス/暗黒街の標的 Il boss                                                           | ニック                         |                  |
| 1973   | キリング・イン・ザ・サン Les hommes                                                     | エヴェレット                   |                  |
| 1973   | 殺人スピードレース Drive Hard, Drive Fast                                               | ディーク・ラ・コスタ           | テレビ映画       |
| 1974   | ミラノ殺人捜査網 Milano odia: la polizia non può sparare                                | ウォルター・グランディ         | 劇場未公開       |
| 1974   | 恐るべき少女誘拐事件 Fatevi vivi: la polizia non interverrà                             | カプリレ                       |                  |
| 1975   | マンハント L'uomo della strada fu giustizia                                             | デヴィッド                     |                  |
| 1976   | コンバット・恐怖の人間狩り Shoot                                                        | ジーク                         |                  |
| 1977   | マンハッタン特捜官 Contract on Cherry Street                                            | ロベルト                       | テレビ映画       |
| 1977   | 容赦なき追撃 Napoli spara!                                                              | サントロ                       |                  |
| 1979   | チャールズ・ブロンソン/愛と銃弾 Love and Bullets                                        | ヴィットリオ                   |                  |
| 1979   | 25世紀の宇宙戦士キャプテン・ロジャース Buck Rogers in the 25th Century                  | ケイン                         | テレビ映画       |
| 1979   | 吸血の館 Thirst                                                                         | ガウス博士                     |                  |
| 1980   | 復活の日 Virus                                                                          | ガーランド統合参謀本部議長     |                  |
| 1980   | アリゲーター Alligator                                                                  | ブロック大佐                   |                  |
| 1981   | シャーキーズ・マシーン Sharkey's Machine                                                | ビリー・スコア                 |                  |
| 1982   | シークレット・レンズ Wrong Is Right                                                     | ラフィーク                     |                  |
| 1982   | 独裁者 Trapped                                                                          | ヘンリー・チャトウィル         |                  |
| 1982   | メガフォース Megaforce                                                                  | デューク・グエレラ             |                  |
| 1983   | チェーンヒート Chained Heat                                                             | レスター                       |                  |
| 1983   | ブロンクスからの脱出 Fuga dal Bronx                                                     | フロイド・ラングラー           |                  |
| 1983   | パリ警視J Le Marginal                                                                   | ソーブール・メカチ             |                  |
| 1984   | 地獄のボンバー/史上最強のワンマン・アーミー Razza violenta                              | カーク                         |                  |
| 1984   | キャノンボール2 Cannonball Run II                                                       | スリム                         |                  |
| 1984   | マンハンター/暴虐の銃弾 Cane arrabbiato                                                 | 刑務所のボス                   |                  |
| 1985   | ラスト・ターゲット/狙われたスパイたち Killer contro killers                             | スターリング                   |                  |
| 1985   | ラスト・イン・ザ・ダスト Lust in the Dust                                               | ベルナルド                     |                  |
| 1985   | 野獣捜査線 Code of Silence                                                              | ルイス・コマチョ               |                  |
| 1986   | キング・ソロモンの秘宝2/幻の黄金都市を求めて Allan Quatermain and the Lost City of Gold | アゴン                         |                  |
| 1988   | サンダーブラスト 地上最強の戦車 Bulletproof                                             | カーティフ                     |                  |
| 1988   | 刑事ニコ/法の死角 Above the Law                                                         | カート・ゼイゴン               |                  |
| 1988   | リベンジャー/殺しの特訓 Trained to Kill                                                 | エース・デュラン               |                  |
| 1988   | ソルジャー・ハンティング La vita dura                                                   | ウェッソン大尉                 |                  |
| 1988   | 電脳戦士サイ・ウォーリアー Cyborg, il guerriero d'acciaio                               | ハマー                         |                  |
| 1990   | ディック・トレイシー Dick Tracy                                                         | インフルエンス                 |                  |
| 1990   | 怒りのタッチダウン/人質奪回作戦 L'ultima partita                                        | ヤシン                         |                  |
| 1992   | ハーヴェスト The Harvest                                                                | トポ刑事                       |                  |
| 1992   | スリーデイ トゥ キル/任務遂行せよ Three Days to a Kill                                  | ペレス                         |                  |
| 1993   | レイジング・シティ/野獣捜査線 South Beach                                               | サンティアゴ                   |                  |
| 1994   | 羊たちの沈没 Il silenzio dei prosciutti                                                 | 警察署長                       |                  |
| 1994   | ポゼッション Possessed by the Night                                                     | スコット                       | ビデオ映画       |
| 1995   | 漂流教室 Drifting School                                                                | スターン                       | オリジナルビデオ |
| 1996   | マッド・ドッグス Mad Dog Time                                                           | スリーピー・ジョー・カーライル |                  |
| 1997   | エンド・オブ・バイオレンス The End of Violence                                          | フアン・エミリオ               |                  |
| 1999   | ギャング・オブ・シカゴ 復讐の鎮魂歌(レクイエム) Justice                                 | サル・ザ・ジョーカー           | テレビ映画       |
| 1999   | ゴースト・ドッグ Ghost Dog: The Way of the Samurai                                      | レイ・ヴァルゴ                 |                  |
| 2001   | オーシャンズ11 Ocean's Eleven                                                           | ボクシングの観客               | カメオ出演       |

### テレビシリーズ
| 放映年    | 邦題 原題                                  | 役名   | 備考                                |
| --------- | ------------------------------------------ | ------ | ----------------------------------- |
| 1967-1974 | FBIアメリカ連邦警察 The F.B.I.             |        | 異なる役で3エピソード               |
| 1994      | バットマン Batman: The Animated Series     | ベイン | テレビアニメ、1エピソードに声の出演 |
| 1998      | スーパーマン Superman: The Animated Series | ベイン | テレビアニメ、1エピソードに声の出演 |